# 여은돌항
여은돌항은 충청남도 태안군 소원면 모항리에 위치한 어항이다. 1972년 8월 7일 지방어항으로 지정되었다. 시설관리자는 태안군수이다.

## 어항구역
여은돌항의 어항구역은 다음과 같다.
- 수역
  - 제1기점(X=361,608 Y=121,802) 남서쪽 469m(X=361,140 Y=121,780)기점거쳐 (X=360,947 Y=122,398) 동쪽욕지와 연결한 선내의 공유수면
- 육역
  - 충청남도 태안군 소원면 모항리 1097-12 (제방)
  - 충청남도 태안군 소원면 모항리 1097-15 (제방)
  - 충청남도 태안군 소원면 모항리 1097-17 (제방)
  - 충청남도 태안군 소원면 모항리 1097-19 (도로)
  - 충청남도 태안군 소원면 모항리 1097-20 (잡종지)
  - 충청남도 태안군 소원면 모항리 1097-21 (제방)
  - 충청남도 태안군 소원면 모항리 1097-22 (잡종지)
  - 충청남도 태안군 소원면 모항리 1097-18 (잡종지)